# だんなさまは18歳
『だんなさまは18歳』（だんなさまは18さい）は、1982年10月14日から1983年3月31日まで、TBS系列で放送された連続ドラマである。放送時間は、毎週木曜19:30 - 20:00(JST)。また、1990年8月4日には本作を基に製作された単発ドラマ『ダンナ様は18歳』が放送された。

## 概要
竹本孝之が主演を務めた連続ドラマ。主人公の竹中辰也（タッチ）はスキー場での出来事をきっかけに年上の女性と結婚した男子高校生。しかし、妻の光子（ミッチ）が辰也の通う私立高校へ教師として赴任することになったことから起こるさまざまな騒動が描かれた。同じくTBS系で放送された『おくさまは18歳』の主人公2人の性別と年齢を逆転させたコンセプトで製作されたラブコメディ作品。17年半続いた児童向けドラマシリーズ『チャコちゃん→ケンちゃんシリーズ』に代わって放送された。
その後、1990年8月4日にTBS系「ドラマチック22」枠において、諸星和己主演の単発ドラマとして『ダンナ様は18歳』とのタイトルで放送された。同作では諸星が高校生の夫を演じた。同作は本放送以降、再放送がほとんど行われておらず、また、映像ソフト化もなされていない。

## 連続ドラマ版

### キャスト
- 竹中辰也 - 竹本孝之
- 竹中光子 - 石井めぐみ
- 大川修造 - 名古屋章
- 大川達子 - 野際陽子
- 服部マリ - 山口いづみ
- 稲葉大造 - 赤塚真人
- 小田寛夫 - 新井康弘
- 御崎友子 - 高橋恵子（現・高橋彩夏）
- 鮎川景子 - 比企理恵
- 篠塚美也子 - 木村真理
- 相沢巡査 - 大谷淳
- 大塚 - 前島尚人、佐野竜也
- 駒込 - 鈴木徹
- 田端 - 斉藤建夫
- 上野 - 佐野竜也、塩田隆博
- 大崎祐子 - 横田早苗
- 目黒悦子 - 山本博美
- 渋谷君子 - 名川忍
- 品川康子 - 森美春

- 解説者・黒衣 - 小松政夫

『日曜洋画劇場』で解説を務めた淀川長治を真似て番組の解説などを行う。第14話から単に「解説者」となる。

### 主題歌
- 「約束はいらない」　作詞：三浦徳子、作曲：網倉一也、編曲：鷺巣詩郎、歌：竹本孝之（CBS・ソニー〈現：ソニー・ミュージックレーベルズ〉）

エンディングとして使用。オープニングは辰也と光子の出会いが日本サンライズ（現：バンダイナムコフィルムワークス）制作によるアニメで描かれている。

### スタッフ
- プロデューサー - 春日千春、千原博司、野村清
- 脚本 - 浜名洋平（長野洋）、剣持亘、今井詔二、江連卓、山中伊知郎、湯本昭
- 音楽 - 穂口雄右
- 撮影 - 横手丘二、知識護
- 美術 - 野尻均
- 照明 - 小川正治
- 録音 - 佐藤幸哉
- 整音 - 星正輝
- 記録 - 木村てるみ、森田溶子
- 結髪 - 柳沢しず子
- 編集 - 本間元治、飯田明彦
- 制作主任 - 加治屋常幸
- 仕上進行 - 北島貞治
- 助監督 - 寺山彰男
- 選曲 - 太田正一、佐藤啓
- ラグビー指導 - 赤津正彦
- 効果 - 東洋音響
- 衣裳 - 富士衣裳
- 衣裳協力 - 佐藤被服、花咲、プチアンヌ
- 協力 - 山のホテル、山久インテリア家具パレス
- 現像所 - TBS現像
- 録音所 - アオイスタジオ
- タイトル - デン・フィルム・エフェクト
- 監督 - 井上芳夫、湯浅憲明、土屋統吾郎
- 制作 - 大映テレビ、TBS

### サブタイトル
| 話数 | 放送日         | サブタイトル         | 脚本       | 監督       | ゲスト |
| ---- | -------------- | -------------------- | ---------- | ---------- | --- |
| 1    | 1982年10月14日 | 式はOK 儀式はNO?!    | 長野洋     | 井上芳夫   | - 竹中留吉 - ケーシー高峰 - 辰也の母 - 本山可久子 - 光子の父 - 近藤準 - 光子の母 - 石井富子                       |
| 2    | 10月21日       | 私 まつわ!           | 浜名洋平   | 井上芳夫   | - 運転手 - 小川隆一 - 助手 - 山本裕之                                                                             |
| 3    | 10月28日       | 弁当箱からラブレター | 剣持亘     | 井上芳夫   | |
| 4    | 11月4日        | ああ 残酷な学園祭    | 剣持亘     | 湯浅憲明   | |
| 5    | 11月11日       | 死ね 押しかけ花嫁    | 浜名洋平   | 湯浅憲明   | - 執事 - 奥村公延 - 田原 - 岡本達哉                                                                               |
| 6    | 11月18日       | 私 見たわ!           | 浜名洋平   | 土屋統吾郎 | - 男 - 山本伸吾、小林まさひろ、浅見小四郎 - 女 - 明石憬子 - 電話の声 - 京田尚子 - 女生徒 - 石尾悠紀子、川久保仁美 |
| 7    | 11月25日       | 0勝10敗プロポーズ    | 今井詔二   | 土屋統吾郎 | - 女店員 - 桑田和美                                                                                               |
| 8    | 12月2日        | フケツ最低もう離婚   | 今井詔二   | 湯浅憲明   | |
| 9    | 12月9日        | 愛って難しい?!       | 剣持亘     | 湯浅憲明   | - 警官 - 伊藤昌一 - 見合いの男 - 加瀬慎一 - 謎の美女 - 岡田美佐子 - 公園の男 - 大木隆一                           |
| 10   | 12月16日       | くたばれ! 略奪結婚   | 江連卓     | 湯浅憲明   | - 西郷秀樹 - 原田努 - 白川雪子 - 新谷由美子 - 雪子の父 - 湊俊一 - 雪子の母 - たうみあきこ                         |
| 11   | 12月23日       | 清い潔いこの夜?      | 剣持亘     | 井上芳夫   | |
| 12   | 1983年1月6日   | タッチがパン泥?!     | 今井詔二   | 井上芳夫   | - 南英二 |
| 13   | 1月13日        | 何が何でも今夜結婚   | 今井詔二   | 井上芳夫   | |
| 14   | 1月20日        | ミッチと不良の恋戦争 | 江連卓     | 土屋統吾郎 | - 河原一郎 - 保積ペペ                                                                                             |
| 15   | 1月27日        | 大発見! 園長の秘密?  | 江連卓     | 土屋統吾郎 | - 篠塚正一 - 平野稔 - 篠塚美知子 - 有田麻里                                                                       |
| 16   | 2月3日         | 18歳は やはり無理?!  | 今井詔二   | 土屋統吾郎 | |
| 17   | 2月10日        | バレンタイン恐い!    | 剣持亘     | 土屋統吾郎 | - 竹中留吉 - ケーシー高峰 - 店員 - 田中耕二                                                                       |
| 18   | 2月17日        | 来た! 秘密最後の日   | 江連卓     | 井上芳夫   | - 荒熊一太郎 - 黒部幸英 - 和久田虎子 - 遠藤真理子                                                                 |
| 19   | 2月24日        | 参った園長の大ノロケ | 今井詔二   | 井上芳夫   | - 吉良夫人 - 今井和子 - 梶川夫人 - 久松夕子                                                                       |
| 20   | 3月3日         | ウルトラおばん登場!  | 山中伊知郎 | 湯浅憲明   | - 小田クマ - 楠トシエ                                                                                             |
| 21   | 3月10日        | 奥さんが2人にふえた  | 湯本昭     | 湯浅憲明   | - 店員 - 丸岡奨詞                                                                                                 |
| 22   | 3月17日        | え?! 2人が離婚を決意 | 今井詔二   | 土屋統吾郎 | - セールスマン - 明石憬子 - 美女A - 鈴木ふみこ - 美女B - 中野宏子                                                 |
| 23   | 3月24日        | 大変タッチがのぞき?! | 今井詔二   | 湯浅憲明   | - 美也子の祖母 - 中村美代子 - 三夏伸                                                                              |
| 24   | 3月31日        | 晴れて公開2人の秘密  | 今井詔二   | 土屋統吾郎 | |

## 単発ドラマ版
1990年8月4日にTBS系列「ドラマチック22」枠で放送された。 放送タイトルは従来の平仮名表記ではなく、片仮名と漢字で『ダンナ様は18歳』。

### キャスト
- 諸星和己
- 遠藤直人
- 秋野暢子
- 柳沢慎吾
- 川越美和
- 中江有里
- 江戸家猫八
- 大平シロー（シロー名義）
- 稲川淳二
- 清水美子（現・清水よし子）
- 中村れい子
- ふとがね金太
- 押阪忍
- 近藤敦
- 大森友伽里（現・大森ゆかり）

### スタッフ
- 脚本：吉田紀子
- 演出：澤本均